# Кеннебанк (Мен)
Кеннебанк (англ. Kennebunk) — місто (англ. town) в США, в окрузі Йорк штату Мен. Населення — 11 536 осіб (2020).

## Демографія
Згідно з переписом 2010 року, у місті мешкало 10 798 осіб у 4689 домогосподарствах у складі 2966 родин. Було 5906 помешкань
Расовий склад населення:
| - 96,9 % — білих - 1,0 % — азіатів - 0,4 % — чорних або афроамериканців - 0,2 % — корінних американців |

До двох чи більше рас належало 1,1 %. Частка іспаномовних становила 1,0 % від усіх жителів.
За віковим діапазоном населення розподілялося таким чином: 20,8 % — особи молодші 18 років, 57,3 % — особи у віці 18—64 років, 21,9 % — особи у віці 65 років та старші. Медіана віку мешканця становила 48,2 року. На 100 осіб жіночої статі у місті припадало 86,9 чоловіків;  на 100 жінок у віці від 18 років та старших — 83,5 чоловіків також старших 18 років.
Середній дохід на одне домашнє господарство  становив 109 651 долар США (медіана — 73 105), а середній дохід на одну сім'ю — 137 073 долари (медіана — 99 109). Медіана доходів становила 74 309 доларів для чоловіків та 43 517 доларів для жінок. За межею бідності перебувало 3,2 % осіб, у тому числі 4,6 % дітей у віці до 18 років та 2,2 % осіб у віці 65 років та старших.
Цивільне працевлаштоване населення становило 5648 осіб. Основні галузі зайнятості: освіта, охорона здоров'я та соціальна допомога — 26,3 %, виробництво — 11,6 %, науковці, спеціалісти, менеджери — 10,2 %, роздрібна торгівля — 9,5 %.